# Tetrastichus curtiventris
Tetrastichus curtiventris är en stekelart som beskrevs av Kostjukov 1978. Tetrastichus curtiventris ingår i släktet Tetrastichus och familjen finglanssteklar.
Artens utbredningsområde är Ukraina. Inga underarter finns listade i Catalogue of Life.